# Lodovico Adimari
Lodovico Adimari (Napoli, 3 settembre 1644 – Firenze, 22 giugno 1708) è stato un poeta italiano.

## Biografia
Figlio di Zanobi di Lodovico Adimari e della spagnola Dona Angela di Bivero Tassis, sebbene la sua casata fosse di origine fiorentina, nacque nel ramo trapiantato a Napoli degli Adimari.
Studiò Scienze Naturali come allievo di Luca Terenzi all'Università di Pisa, mostrando però uno spiccato talento soprattutto per la poesia e in particolar modo quella satirica.
Secondo il critico letterario Giovanni Mario Crescimbeni fu egli uno di que' saggi che senza badare a ciò, che lo svogliato secolo i' volesse, e disprezzando affatto l'applauso popolare, vollero nella volgar Poesia seguitar l'orme de' veri maestri. Ebb' egli uno stile grande, splendido e maestoso, lavorato con singolar chiarezza e con nobili frasi poetiche; e siccome era molto erudito e ben inteso nelle principali scienze, così i suoi componimenti arricchiva di savia dottrina.
Si trattenne per alcuni anni alla corte di Mantova dove per meriti poetici conquistò la stima del duca Ferdinando Carlo di Gonzaga-Nevers che gli concesse il titolo di marchese e di suo gentiluomo di camera. Poco dopo fu ammesso all'Accademia della Crusca di Firenze e, il 18 settembre 1691, all'Accademia dell'Arcadia di Roma con lo pseudonimo di Termisto Marateo.
Nel 1697 il granduca Cosimo III de' Medici lo chiamò a Firenze per ricoprire la cattedra di Lingua Toscana presso lo Studio Fiorentino dopo la scomparsa del celebre professore Francesco Redi. Fu anche nominato lettore di cavalleria all'Accademia de' Nobili.